# Old Billingsgate

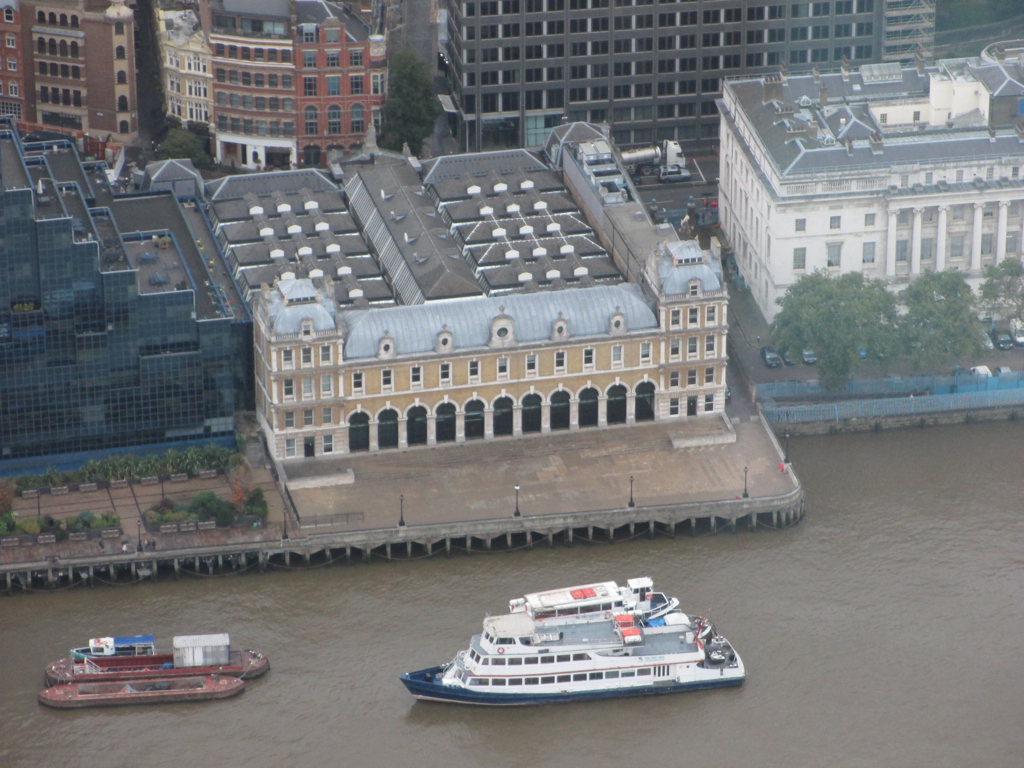
Blick von The Shard auf Old Billingsgate

Old Billingsgate, auch ergänzt durch den angehängten Zusatz Market, ist ein denkmalgeschütztes Veranstaltungsgebäude in Billingsgate, einem Stadtviertel in der City of London, dem historischen Kern der britischen Hauptstadt. Es liegt direkt an der Themse und diente von seiner Fertigstellung 1876 bis 1982 unter dem Namen Billingsgate Market als Großmarkt für Fisch.

## Namensherkunft
Bevor sich Billingsgate durchsetzte, waren Blynesgate und Byllynsgate in Gebrauch. Die Herkunft der Bezeichnung ist ungeklärt. Vermutlich bezieht sie sich auf ein Tor (englisch gate) zum Fluss hin und möglicherweise einen Besitzer, der Biling hieß, vielleicht besteht ein Bezug zu Belinus, einem sagenhaften König des 4. Jahrhunderts v. u. Z.

## Geschichte

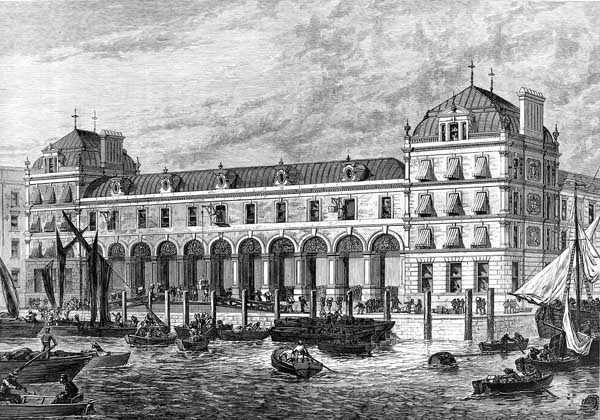
Südseite, 1876

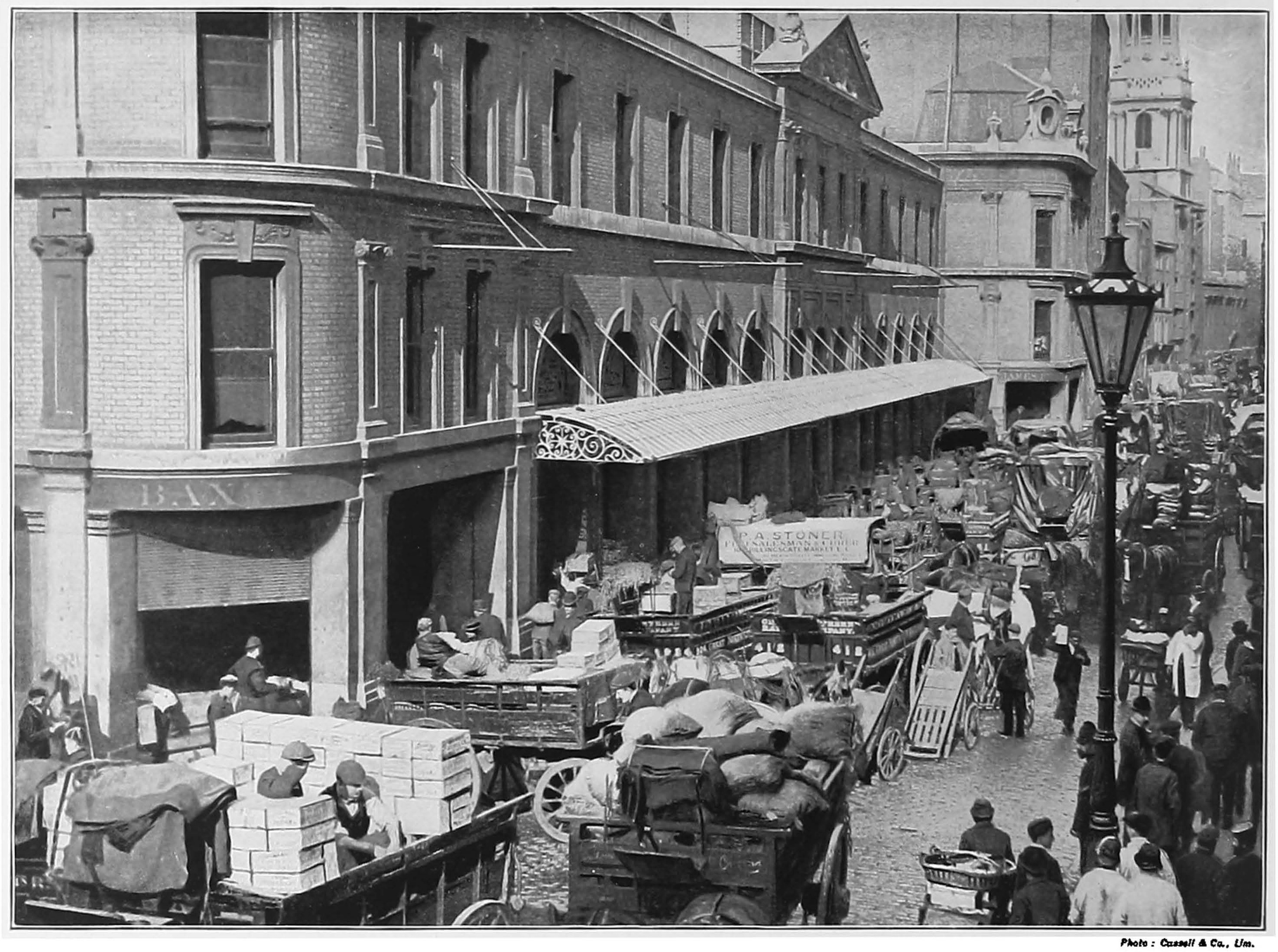
Nordseite, um 1888

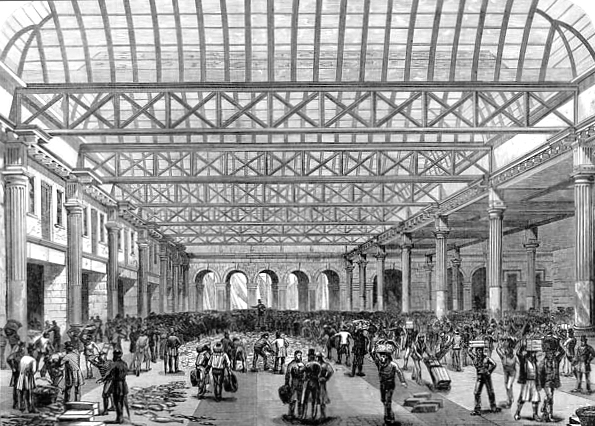
Zentrale Halle, rechts die doppelte Säulenreihe, 1876

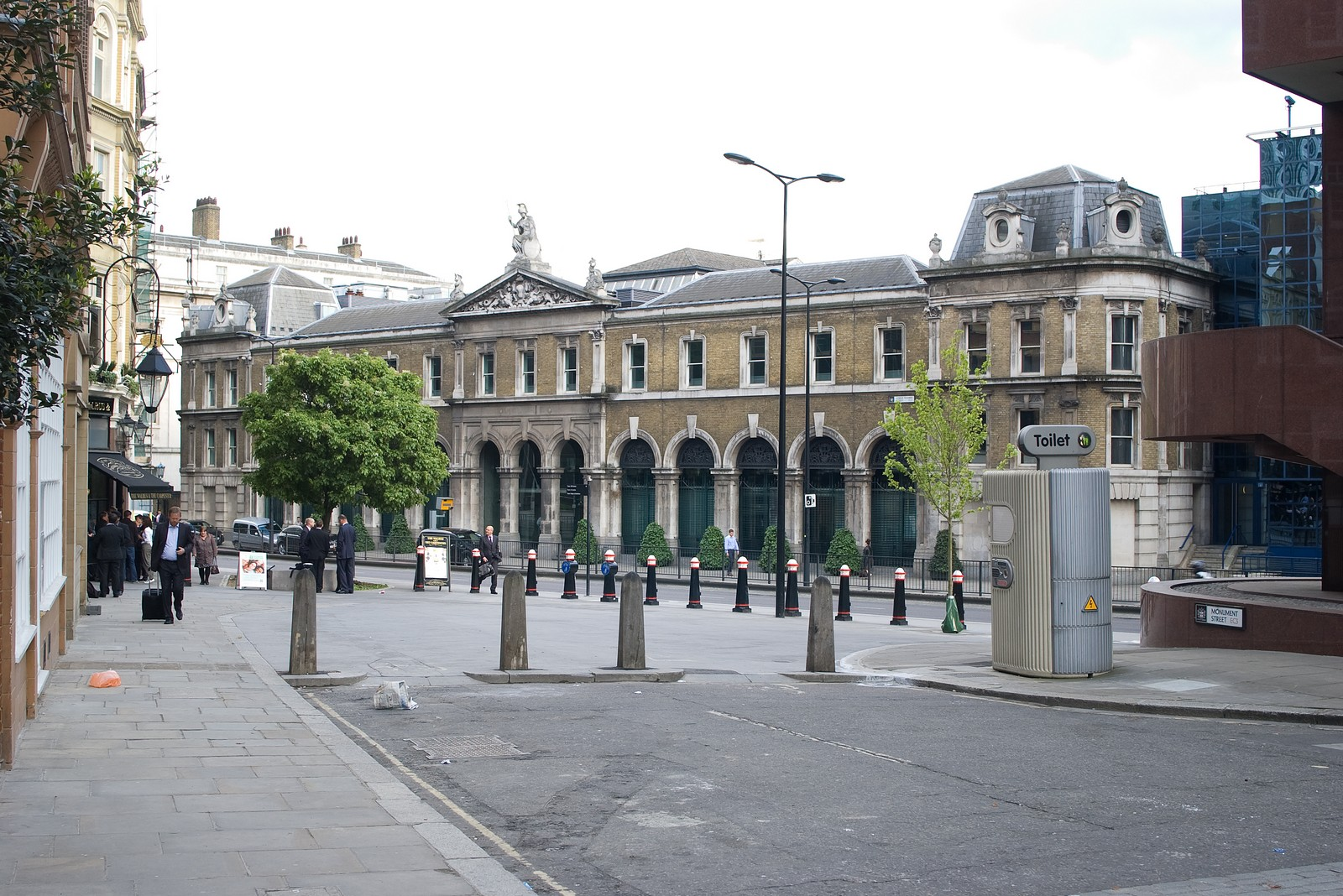
Nordseite, 2014

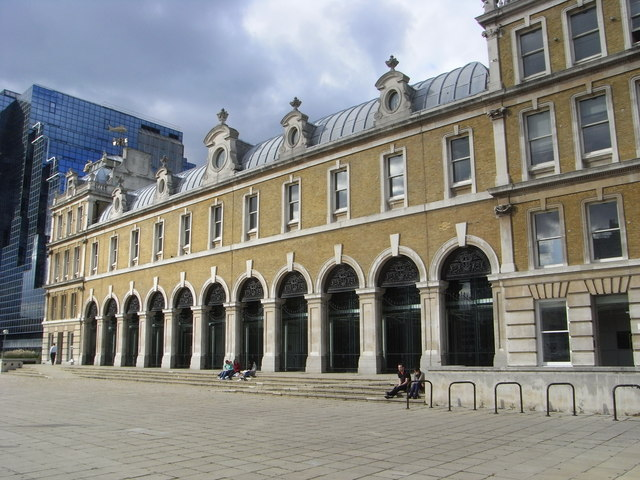
Südseite, 2009

König Eduard III. erteilte der Stadt London im Jahre 1327 das Recht zur Abhaltung von Märkten mit der Vorgabe, dass diese einen Mindestabstand von 6,6 Meilen haben müssten. Unter Heinrich IV. wurde dies 1400 dahingehend präzisiert, dass die Märkte in Billingsgate, Cheap und Smithfield stattzufinden hätten. War Billingsgate zunächst ein Handelsplatz für Waren aller Art, so wurde 1699 durch einen Beschluss des  Parlaments festgelegt, dass Billingsgate „ein freier und offener Markt für alle Sorten von Fisch welcher Art auch immer“ (englisch "A free and open market for all sorts of fish whatsoever") werden solle. Einzige Ausnahme war der Verkauf von Aalen, der niederländischen Fischern vorbehalten blieb, die mit ihren Booten am Ufer festgemacht hatten. Dieses Monopol war der Dank für die Hilfe bei einer Hungersnot, verursacht durch den Stadtbrand  von 1666. Ein halbes Dutzend weiterer Gesetze, erlassen zwischen 1846 und 1990, führten zu Änderungen, bestätigten aber auch die Zuständigkeit der Verwaltung der City of London  für die Marktaufsicht.
Bis in die Mitte des 19. Jahrhunderts erfolgte der Handel mit Fisch und Meeresfrüchten in Ständen und Buden direkt am Kai. Bedingt durch den gestiegenen Umsatz wurde diese Situation zunehmend als unbefriedigend gesehen und daher 1850 nach einem Entwurf des Stadtbaumeisters J. B. Bunning ein zentrales Verkaufsgebäude zwischen dem Fluss und der Lower Thames Street errichtet. Dieses erwies sich bereits nach wenigen Jahren als zu klein, wurde daher 1873 abgerissen und durch einen 1876 fertiggestellten, im Juli 1877 eingeweihten und heute noch bestehenden Nachfolgebau ersetzt. Die Planung wurde Bunnings Amtsnachfolger Horace Jones übertragen, der sich bei seinem Entwurf im Italianate-Stil von architektonischen Vorbildern aus dem Frankreich des 17. Jahrhunderts inspirieren ließ. Durch den von der Firma von John Mowlem ausgeführten Neubau verdoppelte sich die bisherige Verkaufsfläche. In der großen Halle des Erdgeschosses wurde frischer Fisch angeboten, Trockenfisch in der als Galerie ausgestalteten Ebene im ersten Stock.
Das Gebäude wurde 1980 als Listed Building der Kategorie II ausgewiesen und steht seither unter Denkmalschutz. 1982 zog der Fischmarkt auf die Isle of Dogs im Gebiet der Docklands um, behielt aber den bisherigen Namen Billingsgate Market bei. Mit der Planung eines Umbaus zwecks Nachnutzung des historischen Gebäudes, das nachfolgend als Old Billingsgate firmierte, wurde der Architekt Richard Rogers beauftragt.

## Beschreibung
Das in etwa quadratische Gebäude in viktorianischer Architektur wurde errichtet aus Ziegeln und Werksteinen aus Portland mit einem Sockel aus Granit. Entlang der Nordseite bestehen auf der Ebene des Erdgeschosses dreizehn bogige Arkaden, die auch die Ebene des ersten Stocks umfassen. Im Bereich der Rundung finden sich eiserne Ziergitter. Der Haupteingang liegt hinter den mittleren drei Bögen und ragt baulich etwas hervor. Er wird gekrönt von einem dreieckigen Scheingiebel und einer Statue der Britannia. Der Hauptteil der Südseite gliedert sich ebenfalls in Bögen, insgesamt elf, mit gleicher Höhe.
Das bleigedeckte gebogene Mansarddach entlang der zum Flussufer gelegenen Südseite weist fünf Dachgauben mit verzierten runden Öffnungen auf. Die mittlere ist etwas größer ausgebildet als die übrigen vier. Entlang der Nordseite verlaufen zwei langgestreckte Walmdächer. Der als große Halle ausgebildete Hauptbereich im Erdgeschoss erhält sein Licht über mehrere Reihen von darüberliegenden Glasdächern, die sich in einen östlichen und einen westlichen Teil gruppieren. Sie liegen auf in ost-westlicher Richtung verlaufenden gusseisernen Trägern, die wiederum auf vier Reihen von Säulen ruhen. Die beiden mittleren durchziehen die Halle, bei einem Abstand knapp sechs in Längs- und knapp acht Metern in Querrichtung und markieren zugleich die Eingangsbereiche zu beiden Teilen des Gebäudes. Über ihnen liegt ein weiteres Walmdach. Es reicht vom Scheingiebel im Norden bis zum Mansarddach im Süden und hat Glasfronten unterhalb der Längsseiten. Die Glasdächer weisen Jalousien auf, die zu Belüftungszwecken geöffnet werden können.
Mit Ausnahme der Bereiche der Arkaden sind die einzelnen Stockwerke nach außen hin durch Gesimse erkennbar. Die vier Ecken des Komplexes bilden baulich eigenständige Teile. Die beiden auf der Südseite sind ein Stockwerk höher als der Rest des Gebäudes. Sie weisen einfach gestaltete, rechteckige Gauben auf, auf ihrem Dach sind sie mit Balustern und Skulpturen von Fischen verziert. Auf ihren Spitzen stehen Wetterfahnen, auch sie haben die Form eines Fisches. Die beiden Ecken auf der Nordseite besitzen eigenständige, quadratische Dächer, wodurch sie etwas höher als die unmittelbar angrenzenden Gebäudeteile sind. Auch hier finden sich, wie auf der Südseite, Gauben mit runden, steinernen Öffnungen.
Benachbart zum Old Billingsgate liegen nach Osten, jenseits einer schmalen Straße, das ebenfalls unter Denkmalschutz stehende Custom House, nach Westen ein modernes Bürogebäude, in dem das Medienunternehmen Northern & Shell seinen Sitz hat. Zur Themse hin erstreckt sich eine gepflasterte Terrasse. Sie ist in beide Richtungen hin offen und dadurch Teil eines Weges für den nichtmotorisierten Verkehr entlang des Flusses.

## Heutige Nutzung
Mit Stand 2019 steht das Gebäude für Veranstaltungen zur Verfügung. Hierunter fallen etwa Hochzeiten, Festbankette, Modeschauen, Filmpremieren, Konferenzen und Ausstellungen. Von internationaler Bedeutung waren unter anderem mehrfach die Verleihungen der British Independent Film Awards.
Im Inneren gliedert sich Old Billingsgate in:
- den Hauptbereich, die Great Hall. Sie erstreckt sich auf drei Seiten bis an die Außenmauer, im Osten grenzt sie an eine Reihe kleinerer Räumlichkeiten. Mit Ausnahme der Eingangszonen im Norden und Süden und zwischen den beiden Säulenreihen reicht die Halle mit einer Höhe von 12,75 Metern bis unter das Glasdach.
- den Mezzanin im ersten Stock. Er umfasst den als Brücke gestalteten Raum zwischen den Säulenreihen, die Bereiche oberhalb der Eingangszonen sowie einen schmalen, im Westen zur Halle offenen Gang. Brücke, Gang und der Halle zugewandten Teile über den Eingangsbereichen sind offen gestaltet und lediglich durch Geländer von dieser abgegrenzt. Wie auch im Erdgeschoss liegt zur Ostwand hin eine Reihe von kleineren Räumlichkeiten. Der Mezzanin zählt organisatorisch zur großen Halle, beide zusammen bieten auf einer Fläche von 4.300 m² Platz für 2.500 Gäste.
- The Gallery im 2. Stock, mit einer Fläche von 1.000 m² und Platz für 500 Gäste, weist im Wesentlichen den Grundriss der darunterliegenden Ebene auf. Die der Halle zugewandten Teile sind hier allerdings mit Wänden mit Fenstern darin versehen.
- The Vault, einen Gewölbekeller, in dem ehemals Fische eisgekühlt gelagert wurden. Er hat eine Fläche von 2.000 m² und Platz für 900 Gäste.

Die verschiedenen Bereiche können getrennt voneinander genutzt werden und sind über Treppen zugänglich, die sich in den Eckteilen des Gebäudes befinden.

## Bildergalerie

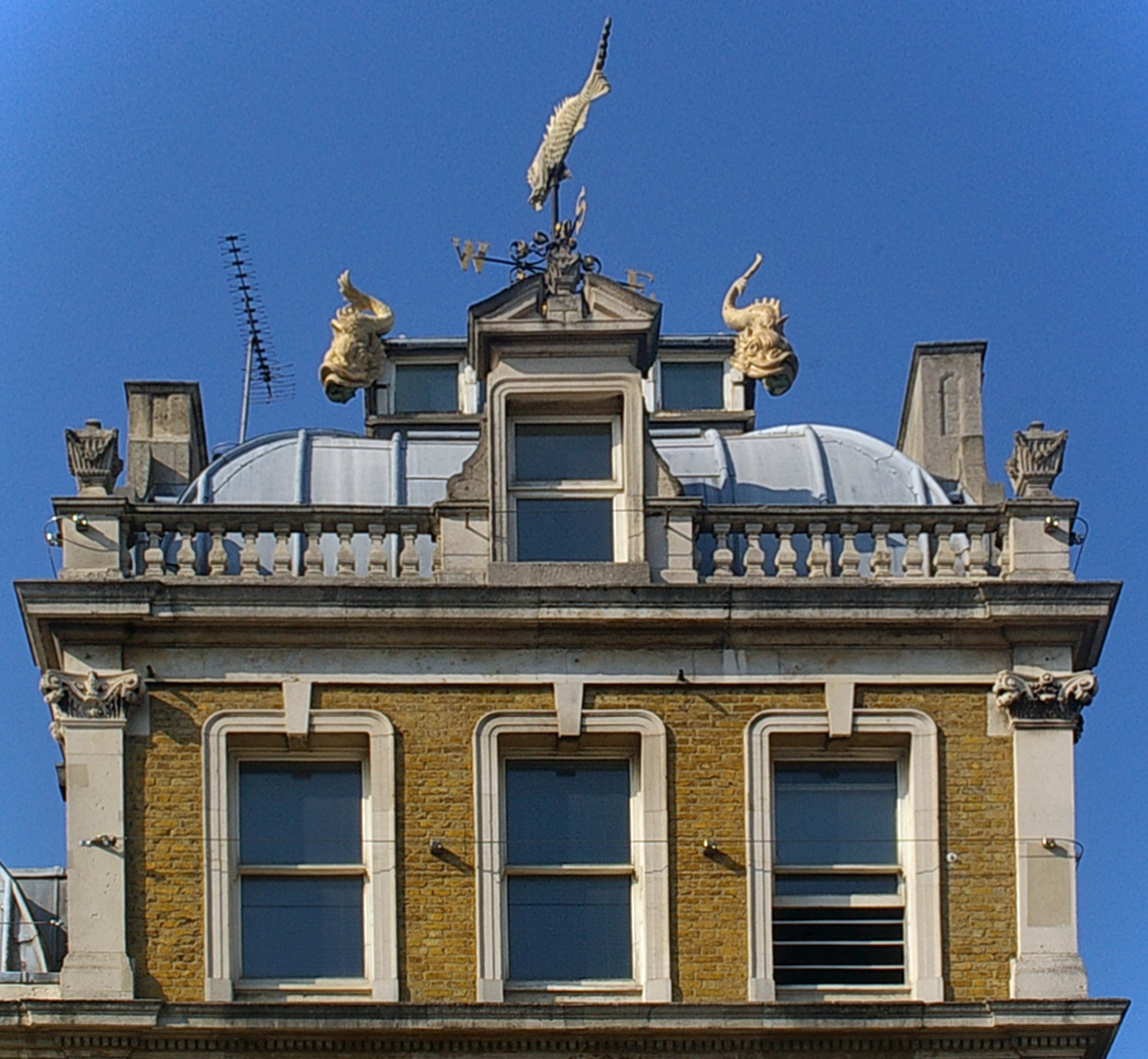
Südostecke, mit Fischskulpturen und Wetterfahne
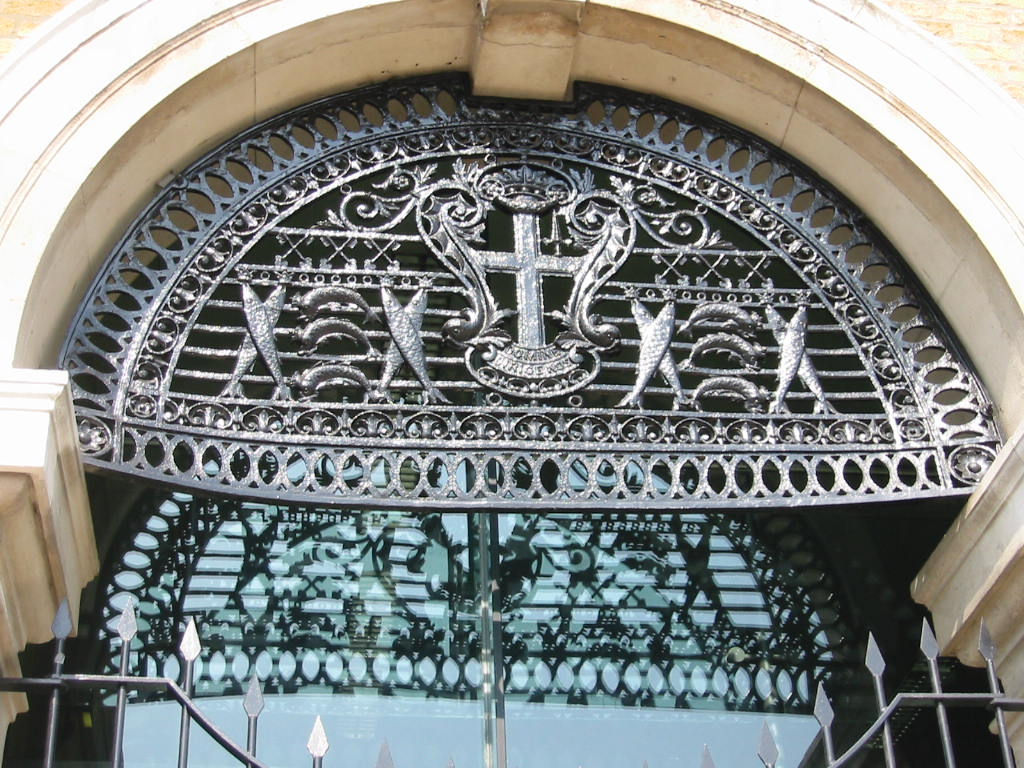
Ziergitter in den nördlichen Arkaden
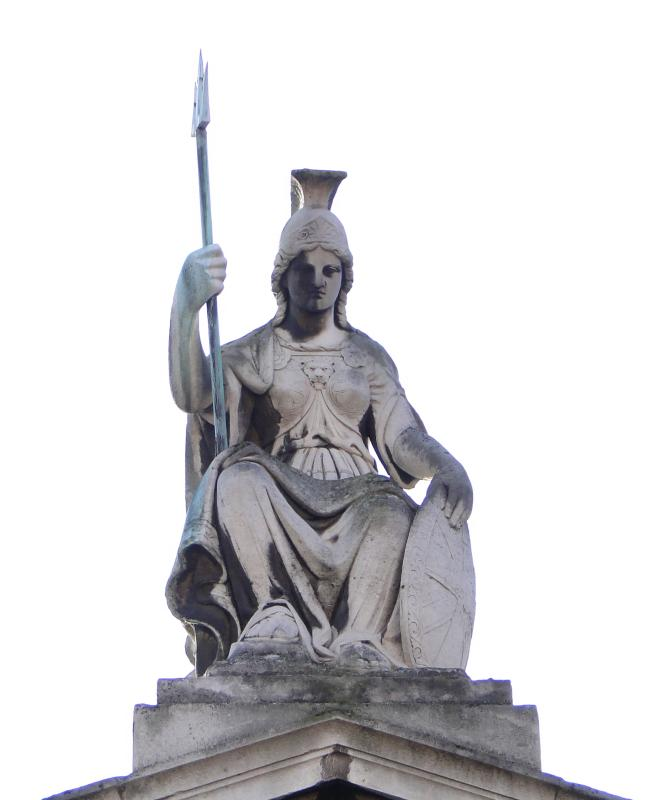
Statue der Britannia
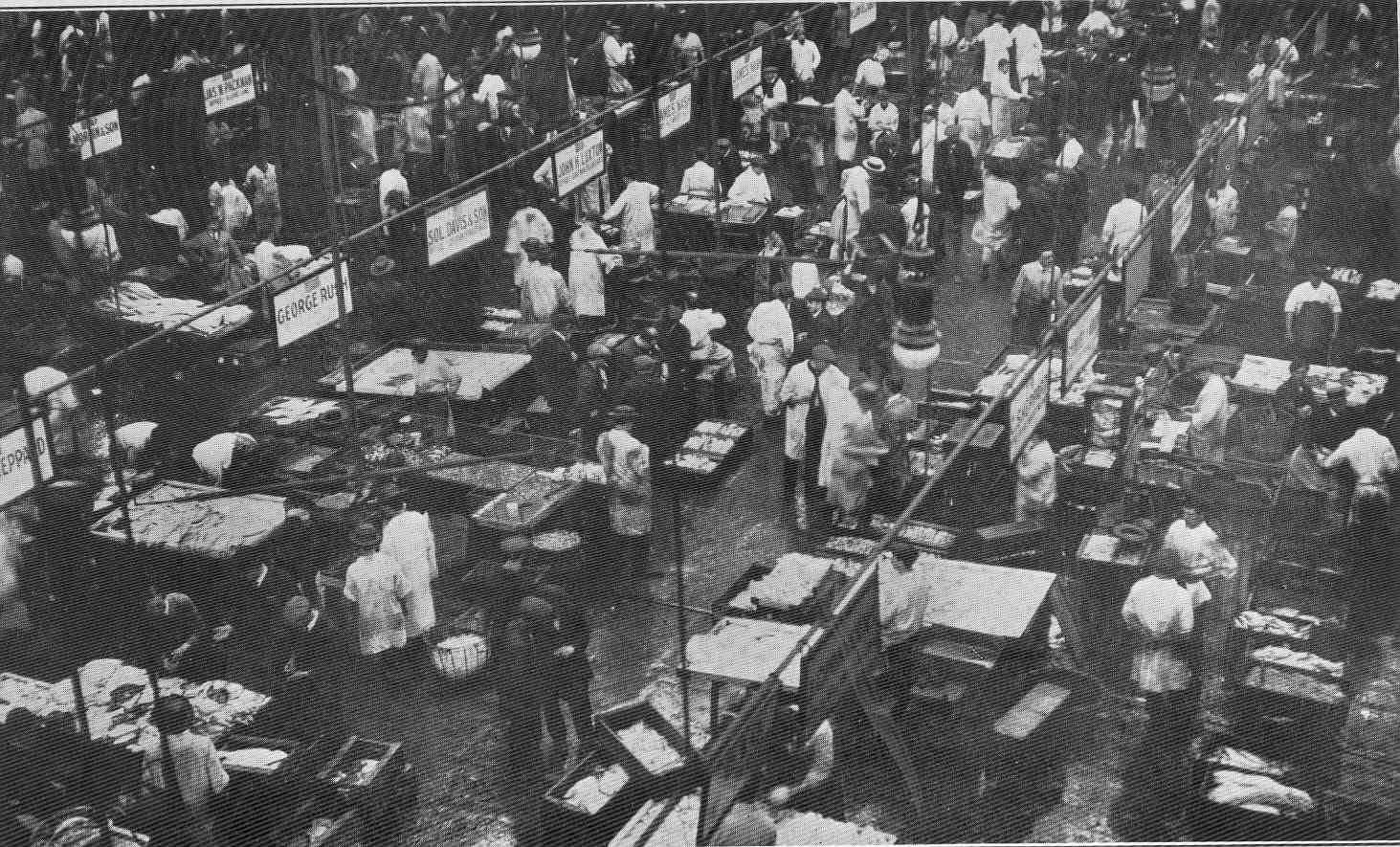
In der zentralen Halle, 1911
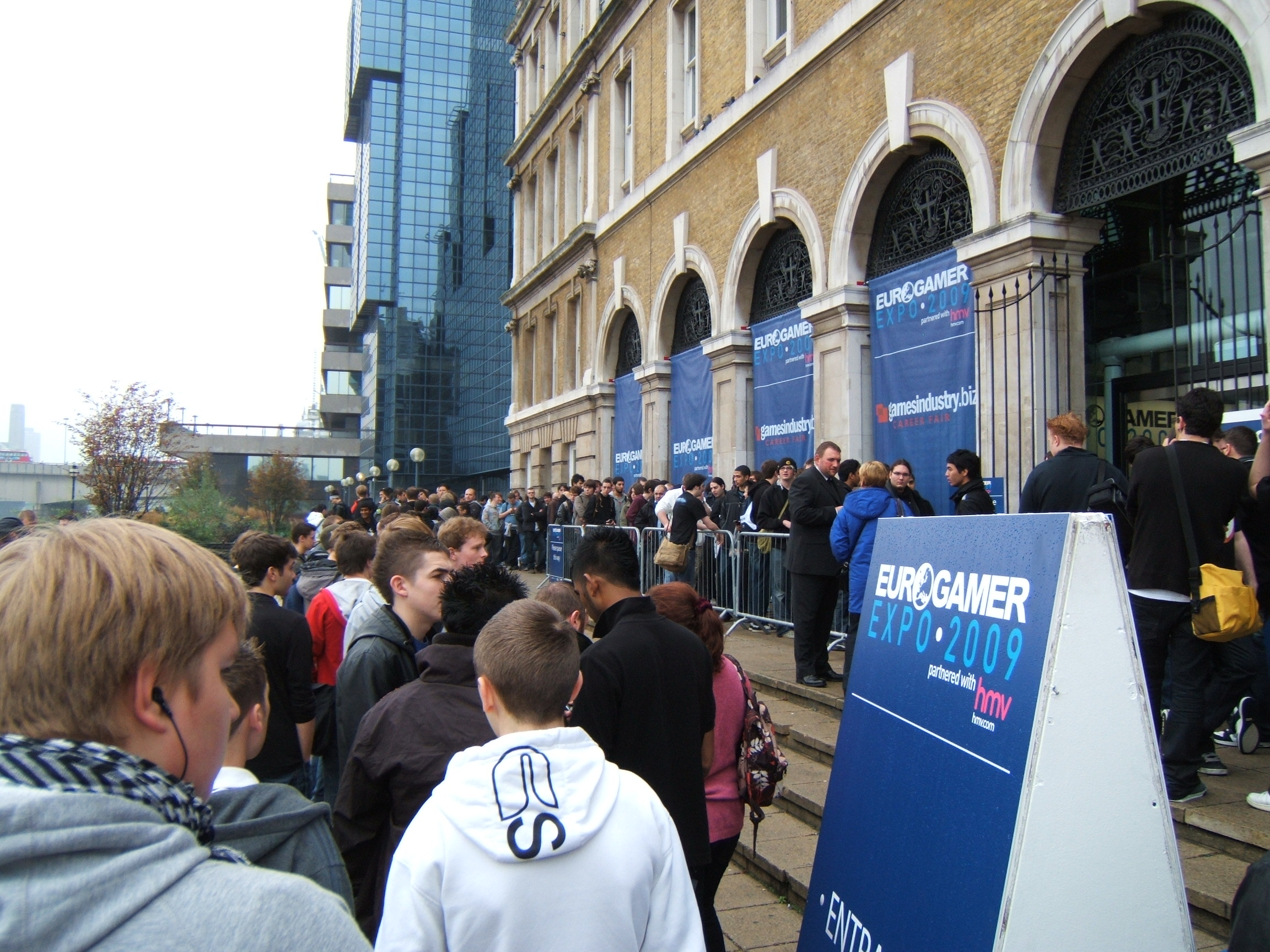
Besucherandrang bei der Eurogamer 2009